# STRAFE F.R.
STRAFE F.R. (voll ausgesprochen Strafe Für Rebellion) ist eine Musikformation aus Düsseldorf. Sie wurde im Jahr 1979 von Bernd Kastner und Siegfried M. Syniuga gegründet und betätigt sich im Bereich Avantgardemusik und Konzeptmusik. 

## Stil
Die Musiker verwenden keine elektronischen Musikinstrumente. Seit dem Jahr 2000 werden jedoch elektronische Aufnahme- und Abmischungsprogramme verwendet. Seit 2010 werden auch zuvor selbst hergestellte analoge Tonaufnahmen mit dem PC elektronisch nachbearbeitet. 
Einen Teil ihres Soundrepertoires beziehen sie aus selbst getätigten Aufnahmen von Naturgeräuschen, Tierlauten oder Maschinen. Daneben setzen sie herkömmliche Musikinstrumente ein. Diese werden oft ungewöhnlich behandelt, etwa unter Wasser gespielt oder speziell präpariert, manchmal auch absichtsvoll teilzerstört. 
Die Formation entwickelt auch neue, eigene Musikinstrumente und Geräuschmaschinen. Im Laufe der Zeit haben sie ein umfangreiches Klangarchiv aufgebaut. Für das Bespielen traditioneller Musikinstrumente aus aller Welt hat die Musikformation über die Jahre zahlreiche Gastmusiker eingeladen.
Zusätzlich werden Klänge elektrisch verzerrt, analog mit dem Tonband verlangsamt oder über manipulierte Lautsprecher wiedergegeben, um dann nochmals aufgezeichnet zu werden. Dabei können selbst scheinbare Störlaute, wie Brummen, Knistern und etwaige Fehlfunktionen der verwendeten Gerätschaften in eine Komposition einfließen.
Im stimmlichen Bereich reicht die Bandbreite von der Vokalartistik bis zum Engagement von Opernsängern. 
Die Musiker legen großen Wert auf die Akustik während der Aufnahme. Sie führen teilweise Fieldrecordings an besonderen Orten mit eigenartigen Klangereignissen durch. Dabei verwenden sie ausgesuchte Spezialmikrofone, um die Atmosphäre während der Aufnahme einzufangen.

## Sonstige Aktivitäten
Die Formation hat auch Hörspiele z. B. mit Radio Hilversum NL veröffentlicht. Bei einem Auftritt im ICA in Boston im Jahr 1988 entwickelten sie eine Bühnenperformance über den Morgenthau-Plan. Daneben gibt es Klanginstallationen in der Natur oder im öffentlichen Raum, wie in der Kunsthalle Düsseldorf (Düsseldorf Sounds 2007). Filmprojekte wurden unter anderem mit dem WDR Fernsehen (Neanderthal 1988) verwirklicht.

## Einzelaktivitäten der Mitglieder
Neben ihrer musikalischen Arbeit sind Kastner und Syniuga unabhängig voneinander als bildende Künstler tätig und stellen ihre Werke in Galerien und Museen aus.

## Diskografie
- 1982: Strafe für Rebellion (LP + 7", Pure Freude)
- 1984: A Soundless Message of Death (LP, What’s So Funny About)
- 1986: Santa Maria (LP, Touch)
- 1987: Der Säemann (LP, UN Records)
- 1988: 5 (EP, UN Records / Touch)
- 1989: Vögel (CD, Touch)
- 1991: Lufthunger (CD, Touch)
- 1993: Öchsle (CD, Staalplaat)
- 1993: Moor (CD, Staalplaat / Soleillmoon)
- 1995: Pianoguitar (CD, Staalplaat)
- 2014: Sulphur Spring (CD, Klanggalerie)
- 2018: The Bird was Stolen (CD, Touch)
- 2019: Shadow Position (LP, Touch)
- 2021: Soundless Sphere (CD, AufAbwegen)
- 2022: Octagon Sphere (LP, AufAbwegen)